# Marc Licini Cras (cònsol 30 aC)
Marc Licini Cras (en llatí: Marcus Licinius M. f. M. n. Crassus) va ser un magistrat romà que va ocupar el consolat juntament amb Octavià l'any 30 aC. Pertanyia a la gens Licínia, una antiga família romana d'origen plebeu, i era de la branca dels Licini Cras, fill de Marc Licini Cras i net del triumvir Marc Licini Cras.
L'any 29 aC va ser procònsol a Macedònia, on va combatre amb èxit contra les tribus de la frontera. De l'any 13 aC al 10 aC va ser governador de la Tarraconesa.